# Angantyr (Band)
Angantyr ist eine dänische Pagan-Metal-Band, deren einziges Mitglied der Musiker Ynleborgaz ist. Für Konzerte wird die Band allerdings durch wechselnde Live-Mitglieder ergänzt.

## Geschichte
1997 gründete Ynleborgaz (rückwärts für Zagrobelny, den Nachnamen des Musikers) Angantyr als ein Synthie- und Ambientprojekt. Bis zum ersten Demotape Endeløs, das 1998 aufgenommen wurde, wandelte sich der Musikstil jedoch hin zu einem rohen Black Metal.
Das Debütalbum folgte im Jahr 2000 und trägt den Titel Kampen Fortsætter. 2003 erfolgte über Total Holocaust Records eine Wiederveröffentlichung.
Im September 2006 spielte die Band, durch drei Live-Mitglieder unterstützt, die ersten drei Konzerte. Diese Live-Formation wurde im Oktober 2007 wieder aufgelöst. 2013 gingen Angantyr mit dem nunmehr dritten Line-up wieder auf Tour.

## Diskografie
- 1998: Endeløs (Demo, MC, Eigenvertrieb)
- 2000: Kampen Fortsætter (Album, CDR, Eigenvertrieb; CD, Eisenwald Tonschmiede; MC, Heidens Hart; LP, Blut & Eisen Productions)
- 2001: Nordens Stolte Krigere (Demo, MC, Eigenvertrieb)
- 2004: Sejr (Album, CD, Blasting Black Semtex Attack; MC, Total Holocaust Records; LP+7″-Vinyl, Northern Silence Productions)
- 2007: Hævn (Album, CD, Det Germanske Folket; CD/2xLP/2xLP+CD, Northern Silence Productions)
- 2007: Angantyr/Nasheim (Split-Album mit Nasheim, CD/LP, Northern Silence Productions)
- 2010: Svig (Album, CD/LP/LP+CD, Northern Silence Productions)
- 2012: Forvist (Album, CD/2xLP/2xLP+CD, Northern Silence Productions)
- 2018: Foragt (EP, 7″-Vinyl, Northern Silence Productions)
- 2018: Ulykke (Album, CD/2xLP, Northern Silence Productions)
- 2024: Indsigt (Album, Northern Silence Productions)

Beiträge auf Kompilationen (Auswahl)
- 2004: Niddingdåd auf Det Kolde Nordland... Del 1 (MC, Epilog)
- 2007: Dannermordet auf Iut De Asken Compilation 2007 (CD, Iut De Asken)
- 2007: Sølverpilens Kald auf Might Is Right – Nordic Warchants (2xCD, Det Germanske Folket)
- 2008: Stormen Fra Nord auf Might Is Right - Nordic Warchants II (2xCD+DVD-V, Det Germanske Folket)
- 2012: Eit Auga Til Mimir auf Önd - A Tribute To Enslaved (2xCD, Pictonian Records)